# Euestola obliqua
Euestola obliqua är en skalbaggsart som beskrevs av Maria Helena M. Galileo och Martins 2004. Euestola obliqua ingår i släktet Euestola och familjen långhorningar.
Artens utbredningsområde är Paraguay. Inga underarter finns listade i Catalogue of Life.